# La estanquera de Saigón
La estanquera de Saigón es el cuarto álbum del grupo de rap valenciano Los Chikos del Maíz. En formato disco/libro, después de Pasión de Talibanes. 14 Tracks en los que encontramos colaboraciones de Habeas Corpus, Zoo, Evaristo Páramos, Jerry Coke, Charlie Efe, Shotta, Laura y Sen-K (miembro de La Raíz). Esta nueva tanda de rap combativo corre sobre instrumentales de Cookin Soul, Bocah, Yoew y Richie La Nuit. Por parte del libro, consta de 56 páginas con ilustraciones y textos de varios autores. 
El nombre de este álbum, La Estanquera de Saigón está inspirado por una parte en la película La estanquera de Vallecas dirigida por Eloy de la Iglesia y por otra parte Saigón viene de la Guerra de Vietnam.

## Lista de canciones
1. "Intro" (1:26)
2. "Bobby Fischer contra Spassky" (3:55)
3. "Tu al Gulag y yo a California" (3:55)
4. "La estanquera de Saigón (ft. Habeas Corpus)" (4:11)
5. "Vacaciones en Suiza (ft. Zoo)" (4:29)
6. "Revisionismo o Barbarie" (4:44)
7. "Putas y Maricones (ft. Evaristo Páramos)" (3:25)
8. "Los Cuatro Fantásticos (ft. Jerry Coke y Charlie Efe)" (5:01)
9. "No Gods, Nos Masters, No Hipsters (ft. Shotta)" (4:21)
10. "Paraisos Artificiales (ft. Laura)" (4:48)
11. "Los Invisibles" (3:55)
12. "Defensa de la Alegría (ft. Sen-K de La Raíz)" (4:19)
13. "No Somos Indies con Flequillo (pero también tenemos derecho a sonar en Radio 3)"(3:28)
14. "Balas y Fronteras" (3:41)
15. "Hidden track" (4:05)